# Partit Conservador de Noruega
EL Partit Conservador de Noruega (en noruec: Høyre) és un partit polític conservador noruec fundat el 1884 per Emil Stang. El partit és membre de la Unió Internacional Demòcrata. Erna Solberg, de la ciutat de Bergen, ha estat la presidenta del partit des del 2004. Jan Tore Sanner de Bærum i Erling Lae d'Oslo són els vicepresidents. Henrik Asheim és el president de l'organització juvenil, Unge Høyre i Peter Schwarz és el president d'Høyre Studenterforbund, una organització per a estudiants que donen suport al partit.

## Història
Kaci Kullmann Five va ser elegida líder del Partit Conservador en 1991, però va dimitir després dels mals resultats del partit a les  eleccions legislatives noruegues de 1994, i Jan Petersen va assumir el control del partit, en un moment de conflictes interns. Høyre va quedar segon a les eleccions legislatives noruegues de 2001 i va participar del govern de coalició encapçalat pel democristià Kjell Magne Bondevik. Des del maig de 2004 Erna Solberg és la Presidenta del Partit Conservador després que Jan Petersen decidís no presentar-se a una nova reelecció com a líder conservador. El govern va perdre la seva base parlamentària a les eleccions generals del 2005, quan els conservadors van rebre el 14,1% dels vots i el govern va passar a mans del Partit Laborista de Jens Stoltenberg.
Solberg fou nomenada Primera Ministra de Noruega en un govern de coalició en minoria del Partit Conservador amb el Partit del Progrés després de les eleccions legislatives noruegues de 2013. El bloc conservador de Solberg va guanyar les eleccions legislatives noruegues de 2017 amb 7 escons de marge respecte la coalició roja-verda i va continuar com a Primera Ministra. El govern de coalició es va ampliar el 14 de gener de 2018, quan es va arribar a un acord per incloure el Partit Liberal, i es va ampliar encara més el 22 de gener de 2019 quan el Partit Democristià es va unir a la coalició. El 20 de gener de 2020, el Partit del Progrés va anunciar la retirada del govern per la decisió d'acollir la família d'un nen malalt sirià incloent la seva mare, una ciutadana noruega membre d'Estat Islàmic. Solberg concedí la victòria del centre-esquerra a les eleccions legislatives noruegues de 2021
El 13 de novembre de 2022, Solberg va anunciar que continuaria com a líder del partit i seria la seva candidata a primera ministra a les eleccions legislatives noruegues de 2025. A les eleccions locals de 2023, els conservadors van obtenir la majoria de vots per primera vegada des de 1924.

## Ideologia
El conservadorisme ha estat la ideologia oficial des de la formació en el 1884, però avui dia es considera un partit conservador liberal.

## Resultats electorals
| Any  | Vots                       | Vots                       | Vots | Escons   | Escons | Govern             | Pos. |
| Any  | #                          | %                          | ± pp | #        | ±      | Govern             | Pos. |
| ---- | -------------------------- | -------------------------- | ---- | -------- | ------ | ------------------ | ---- |
| 1885 | 33,284                     | 36.6                       | 0.6  | 30 / 114 | 1      | Oposició           | 2n   |
| 1888 | 36,564                     | 38.7                       | 2.1  | 51 / 114 | 21     | Oposició (1888)    | 1r   |
| 1888 | 36,564                     | 38.7                       | 2.1  | 51 / 114 | 21     | Minoria (1889-91)  | 1r   |
| 1891 | 50,059                     | 49.2                       | 10.5 | 35 / 114 | 16     | Oposició           | 2n   |
| 1894 | 81,462                     | 49.3                       | 0.1  | 40 / 114 | 5      | Oposició           | = 2n |
| 1897 | 77,682                     | 46.7                       | 2.6  | 25 / 114 | 15     | Oposició           | = 2n |
| 1900 | 96,092                     | 40.8                       | 5.9  | 31 / 114 | 6      | Oposició           | = 2n |
| 1903 | 106,042                    | 44.8                       | 4.0  | 47 / 117 | 16     | Coalició (1903–05) | = 2n |
| 1903 | 106,042                    | 44.8                       | 4.0  | 47 / 117 | 16     | Coalició (1905–06) | = 2n |
| 1906 | Dins el Partit de Coalició | Dins el Partit de Coalició | 12.0 | 36 / 123 | 26     | Oposició           | 2n   |
| 1909 | 175,388                    | 41.5                       | 8.7  | 64 / 123 | 29     | Oposició (1909–10) | 1r   |
| 1909 | 175,388                    | 41.5                       | 8.7  | 64 / 123 | 29     | Coalició (1910-12) | 1r   |
| 1912 | 162,074                    | 33.2                       | 8.3  | 24 / 123 | 40     | Coalició (1912–13) | 2n   |
| 1912 | 162,074                    | 33.2                       | 8.3  | 24 / 123 | 40     | Oposició (1913-15) | 2n   |
| 1915 | 179,028                    | 29.0                       | 4.2  | 21 / 123 | 3      | Oposició           | = 2n |
| 1918 | 201,325                    | 30.4                       | 1.4  | 49 / 126 | 28     | Oposició (1918–20) | = 2n |
| 1918 | 201,325                    | 30.4                       | 1.4  | 49 / 126 | 28     | Coalició (1920-21) | = 2n |
| 1921 | 301,372                    | 33.3                       | 2.9  | 57 / 150 | 8      | Oposició (1921–23) | 1r   |
| 1921 | 301,372                    | 33.3                       | 2.9  | 57 / 150 | 8      | Coalició (1923-24) | 1r   |
| 1924 | 316,846                    | 32.5                       | 0.8  | 54 / 150 | 3      | Oposició (1924–26) | = 1r |
| 1924 | 316,846                    | 32.5                       | 0.8  | 54 / 150 | 3      | Coalició (1926-27) | = 1r |
| 1927 | 240,091                    | 24.0                       | 8.5  | 31 / 150 | 23     | Coalició (1927–28) | 3r   |
| 1927 | 240,091                    | 24.0                       | 8.5  | 31 / 150 | 23     | Oposició (1928-30) | 3r   |
| 1930 | 327,731                    | 27.4                       | 3.4  | 44 / 150 | 13     | Oposició           | 2n   |
| 1933 | 252,506                    | 20.2                       | 7.2  | 30 / 150 | 14     | Oposició           | = 2n |
| 1936 | 310,324                    | 21.3                       | 1.1  | 36 / 150 | 6      | Oposició           | = 2n |
| 1945 | 252,608                    | 17.0                       | 4.3  | 25 / 150 | 11     | Oposició           | = 2n |
| 1949 | 279,790                    | 18.3                       | 1.3  | 23 / 150 | 2      | Oposició           | = 2n |
| 1953 | 327,971                    | 18.6                       | 0.3  | 27 / 150 | 4      | Oposició           | = 2n |
| 1957 | 301,395                    | 18.9                       | 0.3  | 29 / 150 | 2      | Oposició           | = 2n |
| 1961 | 354,369                    | 20.0                       | 1.1  | 29 / 150 | =      | Oposició           | = 2n |
| 1965 | 415,612                    | 21.1                       | 1.1  | 31 / 150 | 2      | Coalició (1965–69) | = 2n |
| 1969 | 406,209                    | 19.6                       | 1.5  | 29 / 150 | 2      | Coalició (1969–71) | = 2n |
| 1969 | 406,209                    | 19.6                       | 1.5  | 29 / 150 | 2      | Oposició (1971-73) | = 2n |
| 1973 | 370,370                    | 17.4                       | 2.2  | 29 / 155 | =      | Oposició           | = 2n |
| 1977 | 563,783                    | 24.8                       | 7.4  | 41 / 155 | 12     | Oposició           | = 2n |
| 1981 | 780,372                    | 31.7                       | 6.9  | 53 / 155 | 12     | Minoria (1981–83)  | = 2n |
| 1981 | 780,372                    | 31.7                       | 6.9  | 53 / 155 | 12     | Coalició (1983-85) | = 2n |
| 1985 | 791,537                    | 30.4                       | 1.3  | 50 / 157 | 3      | Coalició (1985–86) | = 2n |
| 1985 | 791,537                    | 30.4                       | 1.3  | 50 / 157 | 3      | Oposició (1986-89) | = 2n |
| 1989 | 588,682                    | 22.2                       | 8.2  | 37 / 165 | 13     | Coalició (1989–90) | = 2n |
| 1989 | 588,682                    | 22.2                       | 8.2  | 37 / 165 | 13     | Oposició (1990-93) | = 2n |
| 1993 | 419,373                    | 17.0                       | 5.2  | 28 / 165 | 9      | Oposició           | 3r   |
| 1997 | 370,441                    | 14.3                       | 2.7  | 23 / 165 | 5      | Oposició           | 4t   |
| 2001 | 534,852                    | 21.2                       | 6.9  | 38 / 165 | 15     | Coalició           | 2n   |
| 2005 | 372,008                    | 14.1                       | 7.1  | 23 / 169 | 15     | Oposició           | 3r   |
| 2009 | 462,465                    | 17.2                       | 3.1  | 30 / 169 | 7      | Oposició           | = 3r |
| 2013 | 760,232                    | 26.8                       | 9.6  | 48 / 169 | 18     | Coalició           | 2n   |
| 2017 | 732,897                    | 25.0                       | 1.8  | 45 / 169 | 3      | Coalició (2017–18) | = 2n |
| 2017 | 732,897                    | 25.0                       | 1.8  | 45 / 169 | 3      | Coalició (2018–19) | = 2n |
| 2017 | 732,897                    | 25.0                       | 1.8  | 45 / 169 | 3      | Coalició (2019–20) | = 2n |
| 2017 | 732,897                    | 25.0                       | 1.8  | 45 / 169 | 3      | Coalició (2020-21) | = 2n |
| 2021 | 607,316                    | 20.5                       | 4.5  | 36 / 169 | 9      | Oposició           | = 2n |

## Líders del partit
- Emil Stang, 1884-1889
- Christian Homann Schweigaard, 1889-1891
- Emil Stang, 1891-1893
- Christian Homann Schweigaard, 1893-1896
- Emil Stang, 1896-1899
- Francis Hagerup, 1899-1902
- Ole L. Skattebøl, 1902-1905
- Edm. Harbitz, 1905-1907
- Fredrik Stang, 1907-1911
- Jens Bratlie,[13] 1911-1919
- Otto B. Halvorsen, 1919-1923
- Ivar Lykke, 1923-1926
- Carl Joachim Hambro, 1926-1934
- Johan H. Andresen, 1934-1937
- Ole Ludvig Bærøe, 1937-1940
- Arthur Nordlie, 1945-1950
- Carl Joachim Hambro, 1950-1954
- Alv Kjøs, 1954-1962
- Sjur Lindebrække, 1962-1970
- Kåre Willoch, 1970-1974
- Erling Norvik, 1974-1980
- Jo Benkow, 1980-1984
- Erling Norvik, 1984-1986
- Rolf Presthus, 1986-1988
- Kaci Kullmann Five, 1988
- Jan P. Syse, 1988-1991
- Kaci Kullmann Five, 1991-1994
- Jan Petersen, 1994-2004
- Erna Solberg, 2004-